# Heinrich Wilhelm Döbel

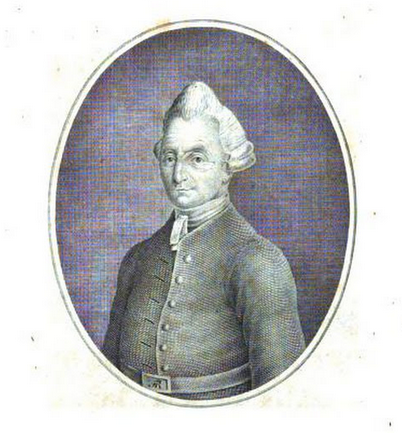
Heinrich Wilhelm Döbel

Heinrich Wilhelm Döbel (* 1699; † 14. Juni 1759 in Schmerkendorf) war ein deutscher Jäger und Forstmann und Verfasser von jagd- und forstwissenschaftlichen Schriften.

## Leben
Für Döbels Lebensgeschichte steht als einzige (unzuverlässige) Quelle der Bericht eines Nachfahren zur Verfügung. Nach zunftmäßiger Erlernung der Jägerei bei seinem Großvater und seinem Vater wurde Döbel 1717 in Harzgerode als Jäger wehrhaft gemacht. Danach begab er sich für drei Jahre auf Reisen, um sich jagdlich zu vervollkommnen. 1720 bis 1727 betätigte er sich als Jäger in Güntersberge, Blankenburg und Dessau. 1723 bis 1725 war er Jägerbursche bei Herzog Ludwig-Rudolph von Braunschweig-Wolfenbüttel. Infolge von Intrigen schied er aus dem Dienst aus und bewirtschaftete in den darauf folgenden Jahren die Ländereien seiner Frau Henriette Agnes Trümpler, verw. Plank († 1746). 1733 siedelte er nach Kursachsen über, um in Hubertusburg bei der neu eingerichteten Parforcejägerei Anstellung zu finden. Die letzten elf Jahre seines Lebens verbrachte er in den Diensten des Freiherrn Peter von Hohenthal (1726–1794) in Schmerkendorf.
Der Autodidakt Döbel gehörte zu den markantesten Vertretern des holzgerechten Jagens, auf deren Grundlage der Neuaufbau des Forstwesens in der zweiten Hälfte des 18. Jahrhunderts seinen Anfang nahm. Seine Schriften und Aufsätze sind der Niederschlag reicher jagdlicher und forstlicher Erfahrungen (Empirie). Empfindlichkeit und Rechthaberei verwickelten ihn jedoch in manchen literarischen Streit.

## Werke
- Jäger-Practica oder Der wohlgeübte und erfahrene Jäger. (1746), Wiederauflage, Neumann, Neudamm 1912.
- Eröffnete Jäger-Practica, oder Der wohlgeübte und erfahrne Jäger … verlegts Johann Samuel Heinsius, Leipzig 1746.

## Einzelnachweis
1. ↑  Albert Richter: Döbel, Heinrich Wilhelm. In: Neue Deutsche Biographie (NDB). Band 4, Duncker & Humblot, Berlin 1959, ISBN 3-428-00185-0, S. 10 f. (Digitalisat).

| Personendaten    | Personendaten                                                                                 |
| ---------------- | --------------------------------------------------------------------------------------------- |
| NAME             | Döbel, Heinrich Wilhelm                                                                       |
| KURZBESCHREIBUNG | deutscher Jäger und Forstmann sowie Verfasser von jagd- und forstwissenschaftlichen Schriften |
| GEBURTSDATUM     | 1699                                                                                          |
| STERBEDATUM      | 14. Juni 1759                                                                                 |
| STERBEORT        | Schmerkendorf                                                                                 |